# ACF Fiorentina
ACF Fiorentina är en italiensk fotbollsklubb från Florens i Toscana. Klubben bildades 26 augusti 1926 som "AC Fiorentina" genom en sammanslagning och har Stadio Artemio Franchi som sin hemmaplan. Fiorentina har vunnit den italienska ligan vid två tillfällen, 1955–1956 samt 1968–1969. Man har även vunnit Italienska cupen sex gånger och Supercupen en gång. I Europa har man vunnit UEFA Cup Winner's Cup 1960–1961 men förlorade finalen året efter. Man förlorade finalen i Europacupen 1956–1957 då man förlorade mot Real Madrid.
Historiskt sett hör Fiorentina till skiktet av lag alldeles under de tre bästa i ligan. Stjärnor som Roberto Baggio, Gabriel Batistuta, Rui Costa, Luca Toni, Franc Ribery, Dusan Vlahovic, Fredrico Chiesa och  Christian Vieri har spelat för klubben. Dessutom har flera svenskar antingen spelat för eller tränat Fiorentina.

## Historia

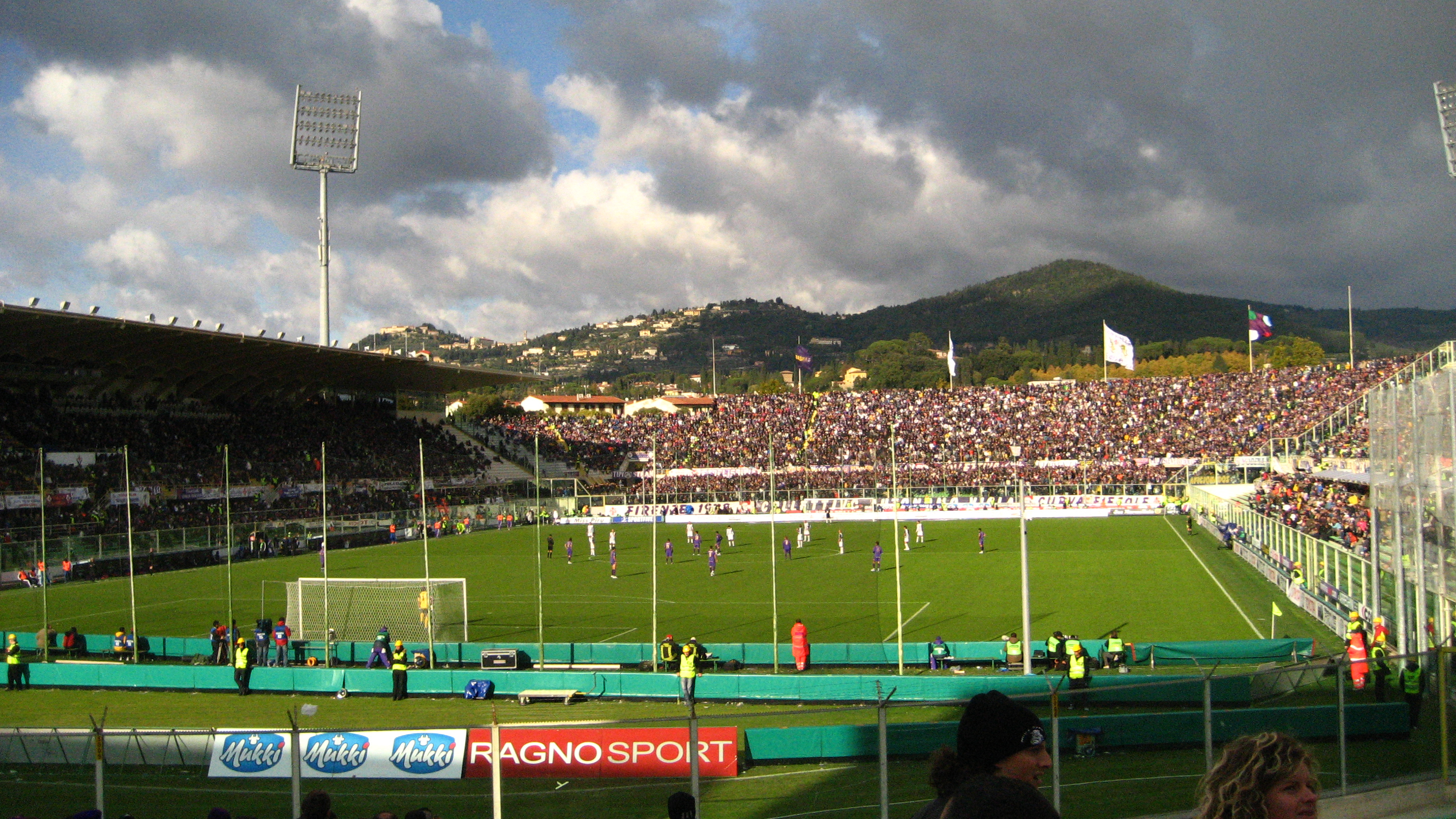
Stadio Artemio Franchi 2007

### Den första tiden
26 augusti, 1926 skapades klubben som AC Fiorentina genom en sammanslagning mellan "Libertas" och "Club Sportivo Firenze". Idag känns klubben igen på sina lilafärgade tröjor, men från början spelade man i röda och vita färger. De karaktäristiska lila tröjorna (som ger klubben dess smeknamn "I Viola") sägs ha kommit till genom ett misstag, då de rödvita tröjorna fick en lilaaktig färg efter en olycklig tvätt. De "nya" tröjorna bars för första gången 1929 och har sedan dess alltid varit klubbens typiska färger.
Klubben debuterade i Serie A säsongen 1931/1932 och nådde då en överraskande fjärdeplats. Laget etablerade sig snart i skiktet alldeles under de tre bästa och tog hem många fjärde- och femteplatser i ligan. Som bäst har laget kämpat sig till två tredjeplatser (1934/1935 och 1940/1941). Säsongen 1939/1940 fick klubben sin första trofé då man vann den italienska cupen.

### Storhetstiden
Alldeles efter andra världskriget fortsatte Fiorentina att placera sig alldeles bakom de allra bästa, med många 4:e- och 5:e-platser. Därför kom den första ligavinsten 1955/1956 något som en överraskning med bara en förlust under hela säsongen. Året därefter blev man första italienska lag att nå finalen i Europacupen för mästarlag, där man förlorade mot dåtidens gigant Real Madrid. Ligavinsten följdes av fyra raka andraplaceringar och vinster säsongen 1960/1961 i den italienska cupen, samt vinst i den första Cupvinnarcupen någonsin där man slog Glasgow Rangers i finalen 1961, (2-0 borta och 2-1 hemma där Kurre Hamrin var en av målskyttarna). En central spelare i Fiorentina denna perioden var svensken Kurt Hamrin som spelade i klubben 1958–1967, där han spelade 289 ligamatcher och gjorde 150 mål. I bortamötet mot Atalanta säsongen 1963/1964 gjorde Hamrin fem av de sju målen när Fiorentina slog Atalanta med 7-1, något som fortfarande är rekord i en bortamatch av en spelare.
Året efter vinsten i Cupvinnarcupen nådde man också final, men förlorade mot Atletico Madrid. Några år senare (1966) tog man hem ytterligare en vinst i den italienska cupen och den sista framgången i denna perioden nådde laget med ett nytt ligaguld säsongen 1968/1969.

### Blandade resultat
Perioden mellan 1970 och mitten av 1990-talet var med undantag av vinsten i den italienska cupen 1975 en period med väldigt blandade resultat i ligan. Klubben blev något av ett ”jojo-lag” i ligan, enstaka år klarade klubben av att placera sig i ligatoppen, året därefter uppnådde man en väldigt beskedlig placering. Under 1970-talet tränade Nils Liedholm klubben under några år och under 1980-talet var Sven-Göran Eriksson en tid tränare i klubben. Som bäst nådde man en andraplats i ligan säsongen 1981/1982. Perioden avslutades med en rad mycket dåliga resultat i början av 1990-talet som till slut ledde till att klubben hamnade på 14:e plats och flyttades ned till Serie B där man spelade en säsong, säsongen 1993/1994.

### Den senaste tiden
Tillbaka i Serie A och med den notoriske måltjuven Gabriel Batistuta i laget vann man den italienska cupen två gången (1996 och 2001) samt den italienska supercupen. Dessutom nådde man två tredjeplatser. Men dessa framgångar överskuggades av finansiella problem och med påföljande sportsliga problem. Sommaren 2002 var klubben mer eller mindre bankrutt och skulle egentligen spelat i Serie B säsongen 2002/2003, men på grund av de finansiella problemen vägrades klubben en plats i Serie B och slutade därmed att existera. Klubben grundades på nytt i augusti 2002 under namnet Florentia Viola med den nye ägaren Diego della Valle och fick starta om i Serie C2 med huvudsakligen nya spelare. Efter att ha vunnit Serie C2 blev man inte uppflyttad till Serie C1 som normalt utan direkt till Serie B som utökades från 20 till 24 lag på grund av andra omständigheter. Samtidigt köpte också klubben tillbaka rättigheterna till att använda Fiorentinanamnet och klubben återuppstod som ACF Fiorentina. Året därefter var klubben tillbaka i Serie A säsongen 2004/2005 efter bara två år i lägre serier. Efter ett första svagt år gjorde klubben en riktigt god insats säsongen 2005/2006, där målskytten Luca Toni vann skytteligan med 31 mål, vilket var första gången en spelare hade gjort mer än 30 mål i Serie A sedan säsongen 1958/1959.
Klubben var en av fyra klubbar inblandade i Serie A-skandalen 2006 och startade säsongen 2006/2007 med 15 minuspoäng. Klubben slutade på sjätte plats och nådde spel i Uefacupen för nästa säsong.

## Klubbfärger

### Emblem
Det officiella emblemet för Florens är en röd lilja på vit bakgrund.
Klubben har genom historien haft olika emblem men samtliga har inkluderat en lilja. Liljan är även stadsvapnet för staden Florens.
Dagens logotyp är en sköld i två lager varav i den ena står det "AC" i vitt och bokstaven "F" i rött för klubbnamnet. I den andra delen av skölden är bilden av liljan. Den här logotypen har använts sedan 1992 till 2002 men efter att klubben gått i konkurs fick man använda en annan logotyp. Klubbägaren Diego Della Valle valde dock en liknande lilja och fick för detta betala 2,5 miljoner € vilket gör Fiorentinas logotyp till den dyraste logotypen i italiensk fotboll.

### Tröjor
När Fiorentina grundades 1926 bar spelarna rött och vitt, samma färger som i stadsvapnet. Den mera kända lila klubbdressen började användas 1928 och har använts sen dess. Detta har lett till att klubben kallas "La Viola" (det lila laget). Traditionen säger att laget råkade få det lila stället när man av misstag tvättade det röd-vita stället i floden.
Bortastället har alltid varit vitt, ibland med lila eller röda element. Shortsen har alltid varit lila när tröjorna varit vita. Fiorentinas tredjeställ från säsongen 1995–1996 var hel rött med lila ärmar och två liljor på axlarna.

## Spelare

### Spelartrupp
| 1  | Italien | Pietro Terracciano   | 8 mars 1990     | Empoli (-19)                |
| 25 | Italien | Antonio Rosati       | 26 juni 1983    | Torino (-21)                |
| 69 | Polen   | Bartłomiej Drągowski | 19 augusti 1997 | Jagiellonia Białystok (-16) |
| -  | Italien | Michele Cerofolini   | 4 januari 1999  | ACF Fiorentina              |

| 2  | Argentina | Lucas Martínez Quarta | 10 maj 1996      | River Plate (-20)      |
| 3  | Italien   | Cristiano Biraghi     | 1 september 1992 | Pescara (-17)          |
| 4  | Serbien   | Nikola Milenković     | 12 oktober 1997  | Partizan Belgrad (-17) |
| 17 | Serbien   | Aleksa Terzić         | 17 augusti 1999  | Röda Stjärnan (-19)    |
| 23 | Italien   | Lorenzo Venuti        | 12 april 1995    | ACF Fiorentina         |
| 29 | Spanien   | Álvaro Odriozola      | 14 december 1995 | Real Madrid (-21)      |
| 55 | Serbien   | Matija Nastasić       | 28 mars 1993     | Schalke 04 (-21)       |
| 98 | Brasilien | Igor                  | 7 februari 1998  | SPAL (-20)             |

| 5  | Italien | Giacomo Bonaventura | 22 augusti 1989  | Milan (-20)         |
| 8  | Italien | Riccardo Saponara   | 21 december 1991 | Empoli (-17)        |
| 10 | Italien | Gaetano Castrovilli | 17 februari 1997 | Bari (-17)          |
| 14 | Marocko | Youssef Maleh       | 22 augusti 1998  | Venezia (-21)       |
| 15 | Chile   | Erick Pulgar        | 15 januari 1994  | Bologna (-19)       |
| 18 | Uruguay | Lucas Torreira      | 11 februari 1996 | Arsenal (-21)       |
| 24 | Italien | Marco Benassi       | 8 september 1994 | Torino (-17)        |
| 32 | Ghana   | Alfred Duncan       | 10 mars 1993     | Sassuolo (-20)      |
| 34 | Marocko | Sofyan Amrabat      | 21 augusti 1996  | Hellas Verona (-20) |

| 7  | Spanien   | José Callejón     | 11 februari 1987 | Napoli (-20)           |
| 9  | Serbien   | Dušan Vlahović    | 28 januari 2000  | Partizan Belgrad (-18) |
| 22 | Argentina | Nicolás González  | 6 april 1998     | Stuttgart (-21)        |
| 33 | Italien   | Riccardo Sottil   | 3 juni 1999      | Torino (-16)           |
| 91 | Ryssland  | Aleksandr Kokorin | 19 mars 1991     | Spartak Moskva (-21)   |

#### Utlånade spelare
| Nr | Land            | Pos | Namn                                                 |
| -- | --------------- | --- | ---------------------------------------------------- |
|    | Italien         | MF  | Alessandro Lovisa (i Lucchese till 30 juni 2022)     |
|    | Italien         | A   | Andrea Milani (i Monopoli till 30 juni 2022)         |
|    | Italien         | F   | Andrea Poggesi (i Poggibonsi till 30 juni 2022)      |
|    | Italien         | F   | Christian Dalle Mura (i Cremonese till 30 juni 2022) |
|    | Elfenbenskusten | A   | Christian Kouamé (i Anderlecht till 30 juni 2022)    |
|    | Rumänien        | F   | Eduard Dutu (i Aquila Montevarchi till 30 juni 2022) |
|    | Italien         | A   | Federico Chiesa (i Juventus till 30 juni 2022)       |
|    | Italien         | F   | Gabriele Ferrarini (i Perugia till 30 juni 2022)     |
|    | Italien         | A   | Gabriele Gori (i Cosenza till 30 juni 2022)          |
|    | Danmark         | F   | Jacob Rasmussen (i Vitesse till 30 juni 2022)        |

| Nr | Land     | Pos | Namn                                              |
| -- | -------- | --- | ------------------------------------------------- |
|    | Italien  | F   | Luca Ranieri (i Salernitana till 30 juni 2022)    |
|    | Italien  | MF  | Malik Djibril (i Vicenza till 30 juni 2022)       |
|    | Italien  | MF  | Mattia Fiorini (i Fiorenzuola till 30 juni 2022)  |
|    | Italien  | MF  | Niccolò Pierozzi (i Pro Patria till 30 juni 2022) |
|    | Italien  | A   | Samuele Spalluto (i Gubbio till 30 juni 2022)     |
|    | Italien  | MV  | Simone Ghidotti (i Gubbio till 30 juni 2022)      |
|    | Polen    | MF  | Szymon Zurkowski (i Empoli till 30 juni 2022)     |
|    | Spanien  | MF  | Tòfol Montiel (i Siena till 30 juni 2022)         |
|    | Kroatien | MF  | Toni Fruk (i Gorica till 30 juni 2022)            |

### Berömda spelare i klubben genom åren
| Italien - Sergio Cervato - Giancarlo De Sisti - Aurelio Milani - Alberto Orzan - Giuliano Sarti - Giancarlo Antognoni - Roberto Baggio - Giovanni Galli - Francesco Graziani - Enrico Chiesa - Francesco Toldo - Luca Toni Portugal - Rui Costa - Nuno Gomes |  | Argentina - Miguel Montuori - Daniel Passarella - Daniel Bertoni - Abel Balbo - Gabriel Batistuta Chile - Luis Jiménez Colombia - Juan Cuadrado Brasilien - Dunga - Felipe Melo Sverige - Kurt Hamrin - Glenn Hysén - Torbjörn Jonsson - Stefan Schwarz - Nils Liedholm (tränare 1971-73) |  | Tyskland - Stefan Effenberg Turkiet - Can Bartu Tjeckien - Tomas Repka - Tomáš Ujfaluši Danmark - Brian Laudrup - Martin Jørgensen Japan - Hidetoshi Nakata Rumänien - Adrian Mutu - Marius Lăcătuș - Bogdan Lobont Ryssland - Andrej Kanchelskis |

### Pensionerade nummer
13 –  Davide Astori, Försvarare, 2015–2018

## Tränarstab
- Tränare: Vincenzo Italiano

## Statistik

### Skyttekungar
Följande Fiorentinaspelare har blivit skyttekungar i Serie A:
| Säsong  | Spelare           | Mål |
| ------- | ----------------- | --- |
| 1931/32 | Pedro Petrone     | 25  |
| 1961/62 | Aurelio Milani    | 22  |
| 1964/65 | Alberto Orlando   | 20  |
| 1994/95 | Gabriel Batistuta | 26  |
| 2005/06 | Luca Toni         | 31  |

- 1931/32 delad förstaplats med Angelo Schiavio – Bologna
- 1961/62 delad förstaplats med José Altafini – Milan
- 1964/65 delad förstaplats med Sandro Mazzola - Inter

### Spelare som har gjort mer än 100 mål för klubben (i Serie A)
| Spelare           | Mål |
| ----------------- | --- |
| Gabriel Batistuta | 168 |
| Kurt Hamrin       | 151 |